# Авангард (футбольный клуб, Камышин)
«Аванга́рд» — российский футбольный клуб из Камышина, основанный в 1958 году на камышинском крановом заводе.

## История
Участник Чемпионатов СССР и России в профессиональных лигах в 1991—1994, чемпионатов среди КФК — в 1990 и 1996 годах. Наибольшие успехи клуба пришлись на начало 90-х. В 1990 году «Авангард» завоевал звание Чемпиона РСФСР среди КФК, на следующий год дебютировал во второй лиге Чемпионата СССР. В 1992 году клуб занял 2 место во 2 зоне второй лиги и завоевал путёвку в первую лигу Чемпионата России. Высшим достижением клуба является 17 место в Центральной зоне первой лиги в 1993 году. В дальнейшем из-за отказа генерального спонсора финансировать команду клуб откатился в низшие дивизионы российского футбола, а после сезона 1996 года был расформирован.

## Статистика выступлений
| Сезон             | Лига                         | Место | Кубок | Примечания             |
| ----------------- | ---------------------------- | ----- | ----- | ---------------------- |
| Чемпионаты СССР   |                              |       |       |                        |
| 1990              | КФК, зона «Поволжье»         | 1     | —     |                        |
| 1990              | КФК, Финал                   | 1     | —     | Выход во Вторую лигу   |
| 1991              | Вторая лига, 5-я зона        | 17    | —     |                        |
| Чемпионаты России |                              |       |       |                        |
| 1992              | Вторая лига, 2-я зона        | 2     | 1/256 | Выход в Первую лигу    |
| 1993              | Первая лига, зона «Центр»    | 17    | 1/128 | Переход в Третью лигу* |
| 1994              | Третья лига России, 2-я зона | 10    | 1/256 |                        |
|                   |                              |       |       |                        |
| 1996              | КФК России, зона «Юг»        | 1     | —     |                        |
| 1996              | КФК России, Финал            | 8     | —     |                        |

* По финансовым причинам команда перешла в Третью лигу, а не во Вторую.

## История, итоговые показатели, достижения
В Чемпионатах СССР и России в профессиональных лигах «Авангард» провел 4 сезона (1991—1994), 154 матча, 64 победы, 29 ничьих, 61 поражение, мячи 233—224.
Высшее достижение — 17 место в первой лиге, 1993.
Самые крупные победы
7:1 — «Зенит» (Ижевск), (1993)
6:0 — «Текстильщик-д» (Камышин), (1992)
Самое крупное поражение
1:9 — «Интеррос» (Москва), (1993)
Наибольшее количество матчей за клуб в профессиональных лигах провёл Юрий Федотенко — 121 матч.
Лучший бомбардир: Сергей Мироничев — 43 мяча.
Рекордсмен клуба за сезон: Сергей Мироничев — 27 мячей, (1992)
В Чемпионатах РСФСР/России среди КФК — 2 сезона (1990, 1996), 47 матчей, 35 побед, 8 ничьих, 4 поражения, мячи 119-38.
- Чемпион РСФСР среди КФК: 1990

Самые крупные победы
7:0 — «Текстильщик» (Ишеевка), (1990); «Авангард-Колос-2» (Таганрог), (1996)
Самое крупное поражение
0:4 — «Химки», (1996)
Наибольшее количество матчей за клуб в чемпионатах КФК провели Александр Васягин и Андрей Христич — по 43 матча.
Лучший бомбардир: Александр Васягин — 17 мячей.
Рекордсмен клуба за сезон: Олег Сизов — 16 мячей, (1990)
Всего в Чемпионатах РСФСР, СССР и России в профессиональных и любительских лигах — 6 сезонов (1990—1994, 1996), 201 матч, 99 побед, 37 ничьих, 65 поражений, мячи 352—262.
Наибольшее число матчей за клуб: Юрий Федотенко — 140 матчей.
Лучший бомбардир: Сергей Мироничев — 47 мячей.
Рекордсмен клуба за сезон: Сергей Мироничев — 27 мячей, 1992.
В Кубке России — 3 участия (1992/93-1994/95), 3 матча, 0 побед, 0 ничьих, 3 поражения, мячи 2-7.
Высшее достижение — 1/128 финала, 1993/94.
На региональном уровне
- Участник Чемпионатов Сталинградской/Волгоградской области: 1961—1989, 1997.
- Чемпион Волгоградской области: 1989.
- Серебряный призёр Чемпионатов Волгоградской области (4): 1963, 1964, 1967, 1978.
- Бронзовый призёр Чемпионатов Волгоградской области (4): 1962, 1966, 1972, 1988.
- Обладатель Кубка Волгоградской области: 1964.
- Финалист Кубка Волгоградской области (2): 1962, 1965.
- Обладатель Кубка ДСО «Труд»: 1966.
- Финалист Кубка ДСО «Труд»: 1978.
- Финалист Кубка Александра Пономарёва: 1985.